# Convolvulus stachydifolius
Convolvulus stachydifolius är en vindeväxtart som beskrevs av Jacques Denys Denis Choisy. Convolvulus stachydifolius ingår i släktet vindor, och familjen vindeväxter. Inga underarter finns listade i Catalogue of Life.